# 羅穆洛科斯塔市

羅穆洛科斯塔市（西班牙語：Municipio Rómulo Costa），是委內瑞拉的一個市，位於該國西南部塔奇拉州，首府設於拉斯梅薩斯，始建於1995年，面積145平方公里，2011年人口9,815，人口密度每平方公里49.0人。